# Staňkovice (okres Louny)
Obec Staňkovice se nachází v okrese Louny v Ústeckém kraji. Žije v ní přibližně 1 100 obyvatel.

## Historie
Krajina v okolí Staňkovic byla osídlena už v pozdní době bronzové. Dokládá to existence pohřebiště štítarské kultury přímo v centru vesnice. Pohřebiště bylo prozkoumáno v letech 1937–1938 a 1962. Odkryté hroby byly žárové a kolem popelnice byly patrné pozůstatky okrouhlých mohyl s průměrem asi jeden metr. Mezi výjimečné nálezy patří dvě železné tyčinky a kroužek, protože patří k nejstarším dokladům využívání železa v Česku. Zároveň je staňkovické pohřebiště největším známým pohřebištěm štítarské kultury.
První písemná zmínka o vesnici pochází z roku 1225.
Podle Stručného popisu politického okresu Žateckého z roku 1924 tehdy v obci žilo 830 obyvatel, z toho 93 Čechů (11 %). Materiál píše o obci jako o bohatém a výstavném sídle. V obci byla německá i česká škola (dnes je z německé školy škola mateřská).

## Obyvatelstvo
Při sčítání lidu v roce 1921 zde žilo 830 obyvatel (z toho 398 mužů), z nichž bylo 93 Čechů, 730 Němců a sedm cizinců. V náboženství převažovala římskokatolická většina, ale žilo zde také 107 evangelíků, devět členů církve československé a šest lidí bez vyznání. Podle sčítání lidu z roku 1930 měla vesnice 852 obyvatel: 72 Čechoslováků, 772 Němců a osm cizinců. Kromě sedmdesáti evangelíků a sedmi lidí bez vyznání se hlásili k římskokatolické církvi.
| Obec Staňkovice        | Obec Staňkovice | Obec Staňkovice | Obec Staňkovice | Obec Staňkovice | Obec Staňkovice | Obec Staňkovice | Obec Staňkovice | Obec Staňkovice | Obec Staňkovice | Obec Staňkovice | Obec Staňkovice | Obec Staňkovice | Obec Staňkovice | Obec Staňkovice |
|                        | 1869            | 1880            | 1890            | 1900            | 1910            | 1921            | 1930            | 1950            | 1961            | 1970            | 1980            | 1991            | 2001            | 2011            |
| ---------------------- | --------------- | --------------- | --------------- | --------------- | --------------- | --------------- | --------------- | --------------- | --------------- | --------------- | --------------- | --------------- | --------------- | --------------- |
| Obyvatelé              | 930             | 1 090           | 1 261           | 1 461           | 1 452           | 1 410           | 1 502           | 909             | 1 316           | 1 191           | 956             | 747             | 840             | 853             |
| Místní část Staňkovice |                 |                 |                 |                 |                 |                 |                 |                 |                 |                 |                 |                 |                 |                 |
| Obyvatelé              | 549             | 667             | 767             | 892             | 865             | 830             | 852             | 533             | 935             | 800             | 690             | 546             | 650             | 654             |
| Domy                   | 84              | 85              | 87              | 125             | 137             | 146             | 164             | 151             | 144             | 131             | 125             | 132             | 146             | 158             |

## Pamětihodnosti
- Uprostřed vesnice stojí barokní kostel svatého Václava. V jádru je gotickou stavbou, ale dochovaná barokní podoba pochází z úprav během osmnáctého století.[10]
- Výklenková kaplička – stojí u silnice č. 250 jihozápadně od obce
- Socha Panny Marie Immaculaty ve středu vsi
- Socha svatého Jana Nepomuckého
- Pozdně barokní zámeček z devatenáctého století[10]
- Zaniklá středověká vesnice a tvrz Chmelice, ze které se dochovalo tvrziště v těsném sousedství zámku[11][12]
- Přírodní památka Staňkovice s výskytem teplomilných společenstev a vzácných druhů teplomilného hmyzu